# Parafia św. Marii Magdaleny w Ugoszczy
Parafia Świętej Marii Magdaleny w Ugoszczy – rzymskokatolicka parafia w Ugoszczy. Należy do dekanatu bytowskiego diecezji pelplińskiej. Erygowana w 1284 roku.

## Zasięg parafii
Do parafii należą wierni z miejscowości: Kłączno, Osława-Dąbrowa, Przewóz, Pyszno, Rabacino, Skoszewo, Sominy Studzienice i Ząbinowice Wybudowanie.